# مهوش حیات
مهوش حیات (انگلیسی: Mehwish Hayat؛ زادهٔ ۶ ژانویهٔ ۱۹۸۳) بازیگر، مدل و خواننده اهل کشور پاکستان است. از فیلم‌هایی که وی درآنها بازی کرده می‌توان به فیلم «ان شاالله» محصول سال ۲۰۰۹ میلادی اشاره نمود.